# 20556 Midgekimble
20556 Midgekimble (1999 RZ115) là một tiểu hành tinh vành đai chính được phát hiện ngày 9 tháng 9 năm 1999 bởi Nhóm nghiên cứu tiểu hành tinh gần Trái Đất phòng thí nghiệm Lincoln ở Socorro.